# Vadim Petrov (manažer)
Vadim Petrov (* 20. června 1957 Praha) je hudebník, pedagog, manažer a konzultant, od března 2019 je členem Rady pro rozhlasové a televizní vysílání.

## Život
Vadim Petrov je synem známého hudebního skladatele stejného jména. Vystudoval hru na klasickou kytaru na Státní konzervatoři v Praze. Po absolutoriu nastoupil základní vojenskou službu v Posádkové hudbě Praha. Po návratu z vojny v roce 1981 začal pracovat v Československé televizi, nejprve jako režisér ozvučení a od roku 1987 jako dramaturg zábavných pořadů. Po roce 1989 odjel do USA, a když se v roce 1991 vrátil, absolvoval zpravodajský kurs u britské tajné služby MI5. V letech 1991 až 1996 zastával řadu funkcí na Úřadu vlády ČR. Po odchodu z vládních služeb působí v různých manažerských a poradenských pozicích. Jako expert se věnuje public relations, manažerským dovednostem, politickému marketingu, stakeholder managementu a facilitaci (metoda, jak vést skupinová nebo vícestranná jednání). V roce 2016 mu v nakladatelství Cosmopolis vyšel román Muž, který nevrhá stín – fikce s prvky thrilleru založená na autentických životních zkušenostech, popisující Československo po pádu železné opony, výcvik MI5 a budování demokratických tajných služeb. V dubnu 2017 byl uveden do Síně slávy Zlatého středníku profesního sdružení PR Klub. V roce 2018 mu v nakladatelství Cosmopolis vyšel druhý román nazvaný Načítání, zabývající se virtuálními realitami, terorismem a dezinformacemi.
Dne 13. března 2019 byl zvolen členem Rady pro rozhlasové a televizní vysílání, získal podporu 93 poslanců (ke zvolení bylo třeba 88 hlasů). Funkce se ujal o pět dní později. V březnu 2025 funkci obhájil.

## Rodina
Jeho první manželkou byla Zlata Adamovská. Poté žil pět let s Petrou Černockou a v roce 1991 se oženil s Alenou Srholcovou, se kterou má syny Vadima (* 1992) a Nikolase (* 1995). V roce 2000 Alena zemřela a v roce 2005 se oženil s Markétou Chytrou, která má dceru Christinu (* 1993).

## Kariéra
- 1980–1990 – režisér ozvučení a dramaturg v Československé televizi
- 1991–1993 – člen analytického útvaru Federálního ministerstva vnitra pro reorganizaci zpravodajských služeb
- 1993–1996 – ředitel Kanceláře pro zpravodajskou činnost
- 1993–1996 – tiskový mluvčí a ředitel tiskového odboru Úřadu vlády České republiky a zástupce ředitele kanceláře předsedy vlády
- 1996–1997 – ředitel divize komunikace a administrativy Chemapol Group, a.s.[9]
- 1997–2014 – lektor a spolumajitel vzdělávací společnosti For Business Excellence Praha, s.r.o.
- 2002–2006 – výkonný ředitel a spolumajitel agentury TTV Public Relations
- 2005–2006 – vedení semináře žurnalistiky – Open Gate Boarding School
- 2004–2007 – pedagog na VŠE na Národohospodářské fakultě (Public Relations)
- 2006–2012 – generální manažer lidských zdrojů a podnikových záležitostí v TPCA
- 2013–2014 – ředitel komunikace Ringier Axel Springer CZ[10]
- 2013–2016 – odborný garant vzdělávacího programu Akademie žurnalistiky a nových médií mediálního domu Czech News Center
- 2016 – místopředseda ASIS International CZ (mezinárodní sdružení bezpečnostních profesionálů)

## Vzdělání
- 1973–1979 – Státní Konzervatoř v Praze, klasická kytara
- 1992–1994 – Filosofická fakulta UK – Andragogika a sociální práce
- 2003–2005 – Bakalářské studium na Universitě J. A. Komenského – Andragogika

## Ostatní
Každoročně člen porot Česká cena Public Relations Asociace Public Relations agentur a člen Czech Event Awards
- 1999–2001 – Ministerstvo školství, mládeže a tělovýchovy, poradce a moderátor odborných diskuzí v rámci Open Society Fund pro projekt Veřejná diskuze k reformě školství
- 1998–2000 – Ministerstvo zahraničních věcí ČR – Komunikační strategie před vstupem ČR do EU
- 2005–2006 – ředitel pro strategii Open Gate Boarding School
- 2009–2013 člen Sektorové rady pří realizaci Národní soustavy povolání a kvalifikací
- 2008 – do současnosti člen Akreditační komise Ministerstva školství pro vyšší odborné školy
- 2014–2015 – člen expertní komise IPN KREDO – Strategie vysokého školství 2030